# Х
La Х, minuscolo х, chiamata cha, è una lettera dell'alfabeto cirillico. Rappresenta la fricativa velare sorda IPA /x/ (il suono del ch tedesco di Bach). Ha la medesima forma della lettera dell'alfabeto latino X, ed è derivata dalla lettera greca chi (Χ, χ).

## Traslitterazione
Per la traslitterazione del russo, la lettera Х presenta dei problemi in quanto il carattere per la traslitterazione scientifica (ch) rischia di confondersi con la traslitterazione inglese di Ч. Perciò talvolta si alternano h, ch e kh, creando ulteriore confusione.
Per la traslitterazione del bulgaro invece è stato scelto un carattere definitivo, h, che non è stato scelto per il russo perché rischia di confondersi con la h dell'ucraino e del bielorusso che traslittera invece la Г.
| Lettera cirillica | Pronuncia IPA | Trascrizione scientifica | Trascrizione inglese | Trascrizione tedesca | Trascrizione francese |
| ----------------- | ------------- | ------------------------ | -------------------- | -------------------- | --------------------- |
| Х (russo)         | /x/           | ch                       | kh                   | ch                   | kh                    |
| Х (bulgaro)       | /x/           | h                        | h                    | h                    | h                     |